# Таракус-Таракузио, Тимофей Андреевич
Тимофей Андреевич Таракус-Таракузио (Timofei Tarakusev (Tarakus)) —  лётчик, подполковник, доктор философии, профессор.

## Биография
Родился 4  (11)  января 1897 года в России в Нарве (Эстония) (по другим данным — родился в г. Ревеле в 1887) в семье с грузинскими корнями. Один год учился в Санкт-Петербургском университете, в 1915 в Константиновском артиллерийском училище, в 1916 в Севастопольской авиационной школе  (по другим данным — окончил авиашколу во Франции ). Однако в списках выпускников Севастопольской школы Т. Таракуса нет. (возможно, что он учился в Гатчинской военно-авиационной школе и впоследствии был отправлен во Францию на повышение квалификации, а также в Красносельскую Морскую Школу Высшего Пилотажа под Петроградом). Военный и Морской лётчик — капитан авиации. В годы Первой мировой войны — офицер Русской Армии.
12 октября 1918 г. в Отдельном Псковском Добровольческом корпусе Северной армии (ОПДК СА)(создан 10 октября 1918 г.), создаётся Псковский Добровольческий Авиационный Отряд под командованием военного лётчика полковника П. Ф. Данилина. На укомплектование этого отряда из Псковского Регистрационного Бюро Северной Армии прибыли военные лётчики штабс-капитан В. Галкин, поручик В. Попов, подпоручик Т. Таракуз-Таракузио (зачислен в списки 01.11.1918) и прапорщик Г. Егоров, а также морской лётчик Р. Озоль. (это формирование прекратило своё существование в конце ноября 1918 г. при отступлении из Пскова Северной армии). В 1918 году — капитан ОПДК СА .
С 6 декабря 1918 г. ОПДК СА переименован в Северный корпус. 25 декабря 1918 г. Северный корпус перешёл на службу к Эстонии и стал называться в Эстонии — Отдельный корпус Северной Армии (с 1 июня 1919 г.). 19 июня 1919 г. в Эстляндии была сформирована Северная армия (1 июля переименована в Северо-Западную Армию (СЗА)). После реорганизации Т. Таракус переведён в г. Нарва в формируемый с 08.07.1919 Авиационный Отдел СЗА.
10 июля 1919 г. была создана авиация армии, к 12 октября 1919 г. включала 3 отряда (6 самолетов). К началу октябрьского наступления на Петроград у СЗА было 6 английских аэропланов типа  R.E.8 "Ариэйт", прибывших в Ревель 28 июня и 9 августа 1919 г.. Участвовал в боях на Петроградском фронте. 9 октября 1919 года уже был в г. Митава в Западной Добровольческой армии штаб-офицером для поручений в чине штабс-капитана у полковника П. Р. Бермондта-Авалова . 22 января 1920 г. был подписан приказ о ликвидации СЗА. Все самолёты СЗА достались Эстонии. Из лётного состава часть лётчиков осталась служить в Эстонии и Латвии, другая часть уехала за границу.
11.04.1919 — офицер запаса в Эстонии, кандидат на звание капитана.
Из книги про Эстонских лётчиков: "Timofei Tarakus (он себе присвоил и более благородную фамилию Tarakus-Tarakusio) — на лётчика учился во Франции. Про Таракуса мало информации, он служил в Северо-Западной армии. Когда её ликвидировали — пришёл в Эстонскую, но там вышло так, что он себе присвоил офицерский ранг выше, чем ему на самом деле выдали. И он пошёл "в бега"".
31.03.1920 — по приказу № 67 Военного министра Эстонии был арестован: "Арестовываю  младшего лейтенанта Timofei Tarakus-Tarakusio, служащего в резерве офицеров Распорядительного Правительства, на 14 дней на гауптвахту за то, что он на основании неопределённых и незаконных документов овладел званием младшего капитана (суб-капитана). Примечание: рапорт председателя комиссии контроля послужных листов (списков) офицеров)."
В Гражданскую войну — штабс-капитан Добровольческой армии (произведён в белых войсках Восточного фронта).
С лета 1921 года офицер Сибирской флотилии (в 1922 г. — во Владивостоке ). В 1923 — на Филиппинских островах. Белоэмигрант. В эмиграции с 1923 года проживал в США. Профессор и член ряда научных обществ.

### Деятельность в эмиграции
Timothy Andrew Taracouzio (Taracous-Taracouzio) (04.01.1897 — 04.03.1958), или Тимофей Андреевич Таракус-Таракузио, — учёный-правовед. Прибыл в США в 1923 году без знания языка, впоследствии стал выдающимся профессором международного права, получив учёные степени в двух университетах — Южнокалифорнийском (1927 г., Лос-Анджелес) и Гарвардском (1928 г., Кембридж, Массачусетс). В последнем после защиты докторской диссертации одновременно с преподавательской деятельностью руководил Славянским отделом Юридической библиотеки (с 1928 по 1942 год). Состоял в Обществе русских офицеров в Лос-Анджелесе (основано 17 октября 1925 г.)
. В годы Второй мировой войны служил в американской армии в составе Союзнического законодательного редакционного комитета под командованием генерала Люсиуса Д. Клея. Декан русского отделения Военно-морской разведывательной школы в Вашингтоне. Доктор философии  (Гарвард) (Ph.D. (Harvard)). Временный профессор права Университета во Флориде (1956 год). Умер 4 марта 1958 в США. Могила находится на территории Свято-Троицкого монастыря на Старом кладбище (у селения Джорданвилль на севере штата Нью-Йорк).

### Колокола памяти
С 19 октября по 13 декабря 1930 года в доме преподавателя Гарвардской школы права Тимоти Таракузио (Тимофея Таракузио) жил лучший мастер колокольного звона в России звонарь Константин Сараджев, сын известного московского музыканта. Сараджев прибыл в США на пароходе «Кливленд» благодаря Чарльзу Ричарду Крейну, который вывез из России Даниловские колокола и который нанял Сараджева для установки этих колоколов на университетскую башню общежития Лоуэлл-Хаус в Гарварде. Параллельно с колоколами в СССР с 1928 года шёл и другой процесс — налаживание Томасом Виттемором (Уиттимором) (порученцем Крейна) контактов в советских бюрократических, научных, музейных и торговых учреждениях.

### Родственники
- Kabbin Мария (при рождении — Tarakus) (05.12.1877, Нарва, Ида-Вирумаа — 1960)
- Варвара Таракус (Varvara Timofei Tarakus) (11.04.1872 — 08.11.1953) (Warwara Tarakus), (Barbara Tarakus)
- Евгения Андреевна Таракус (13.12.1899, Эстония — 26.12.1975, Нью-Йорк) (Eugenia Tarakus)
- Михаил Андреевич Таракус (20.01.1903, Нарва — 23.07.1982, Флорида) (Michael Andrew Tarakus), (Taracouzio M Tarakus)
- Ольга Константиновна Таракус (08.09.1907 — 11.09.2001], Сербское (Русское) (недоступная ссылка) кладбище в Сан-Франциско), (Olga K Tarakus)[19]
- Antonia M Wood (Tarakus) (1945—1985, Сан-Франциско), (Tonia M Tarakus)
- Йоганн Таракус (Johann Tarakus) (5 января 1928 г. отправился на корабле «Berlin» из Бремена в Нью-Йорк и далее в Бостон (Массачусетс) — (1898—?); (John Tarakus(Joseph Tarakus) — (18.12.1897 — сентябрь 1967, Prince Georges, Maryland, USA, California)
- Иван Таракус-Таракузио (Juan Tarakus) — в 1919 г. поручик (лётчик Северо-Западной Армии), в декабре 1919 г. переведён в танковый полк[13]. В конце 1920-х — начале 1930-х годов капитан в Парагвае[20], 1932—1935 г.г. — пехотный лейтенант[21], 29.12.1945 — упоминание в[22]. Возможно, что Иван Таракус-Таракузио, Йоганн Таракус и John Tarakus (Joseph Tarakus) — одно и то же лицо.
- Андрей Иванович Таракус — упоминание в сделке (недоступная ссылка) с недвижимостью в 1907 году: "Юлиус и Фердинанд (сыновья Юри Пакатца), Вихельмина Тамм (дочь Юри), и Адель (дочь Юри), урождённая Мухина вошли на право владения с правом оброка по завещанию Юри Пакатца, которое вступило в силу — дата указана на основании решения Окружного Таллинского суда 19.02.1907. Пакатцы в 4/5 мыслимых частях, и Андрей Таракус (сын Ивана) в 1/5 мыслимой части, которой он овладел по наследству от Елены Егоровны Барановой (урождённой Пакатц) за 400 рублей. Дата заключения сделки: 19.02.1907.  Дата регистрации: 11.07.1907. Адрес: Таллин, ул. Тобиаса, дом 4."

## Произведения
- T. A. Taracouzio, «The Soviet Union and International Law», New York, 1935. — («Советский Союз и Международное Право»)
- T. A. Taracouzio, Ph.D, «Soviets in the Arctic. Аn historical, economic and political study of the Soviet advance into the Arctic», New York, 1938. — («Советы в Арктике. Историческое, экономическое и политическое исследование советского прогресса в Арктику»)
- T. A. Taracouzio «War and Peace in Soviet Diplomacy», New York, 1940. — («Война и Мир в Советской Дипломатии»)
- T. A. Taracouzio, «International cooperation of the U.S.S.R. in legal matters».
- T. A Taracouzio, «Problem of prisoners of war in Russia from the fifteenth century to Bolshevism». — («Проблема военнопленных в России с пятнадцатого столетия к Большевизму»)
- T. A. Taracouzio, «The effect of applied communism on the principles of international law» — («Эффект прикладного коммунизма на принципах международного права»)
- T. A. Taracouzio, «The law in the Union of Socialist Soviet Republics». — («Закон в Союзе Социалистических Советских Республик»)